# 丝氨酸蛋白酶抑制剂
丝氨酸蛋白酶抑制剂（serine protease inhibitors）是具有相似结构蛋白质的蛋白质超家族，它是由于蛋白酶抑制活性被识别的，和在生命的各个界被发现的第一个蛋白质超家族。英文缩写丝氨酸蛋白酶抑制剂最初被创造，是因为第一个丝氨酸蛋白酶抑制剂对胰凝乳蛋白酶样丝氨酸蛋白酶（丝氨酸蛋白酶抑制剂）将要被识别的行为。它们值得注意的是其动作的不同寻常的机制，它们不可逆地通过经历大的构象改变，扰乱其活性位点抑制它们的靶蛋白酶。与此相反，通过对于结合并阻止访问蛋白酶活性位点的蛋白酶抑制剂是更常见的竞争抑制剂机制。
由丝氨酸蛋白酶抑制剂的蛋白酶抑制控制的一系列生物过程，包括凝血和炎症，因此这些蛋白质是医学研究的目标
。对于结构生物学和蛋白质折叠研究社区，它们独特的构象变化也使它们成为研究的兴趣。构象变化机制赋予某些优点，但是它也具有缺点：丝氨酸蛋白酶抑制剂易受到突变的影响，所述突变可导致丝氨酸蛋白酶抑制剂病例如蛋白质错误折叠（Proteopathy）和形成无活性的长链聚合物。丝氨酸蛋白酶抑制剂聚合不仅减少活性抑制剂的量，而且导致聚合物的积聚，引起细胞死亡和器官衰竭。
虽然大多数丝氨酸蛋白酶抑制剂控制蛋白酶解级联，但一些具有丝氨酸蛋白酶抑制剂结构的蛋白质并不是酶抑制剂，而是执行多样化的功能，例如储藏（例如蛋白-卵清蛋白），运输例如激素载体蛋白（甲状腺素结合球蛋白，皮质激素传递球蛋白）和分子伴侣（HSP47）。术语“丝氨酸蛋白酶抑制剂”也被用于描述这些成员，尽管它们具有非抑制功能，因为它们在进化上是相关的。

## 历史
首先在1800年代末期报道了血浆中的蛋白酶抑制活性，但是直到1950年代，丝氨酸蛋白酶抗凝血酶和α1-抗胰蛋白酶才被分离出。最初的研究集中在它们在人类疾病中的作用：α1-抗胰蛋白酶缺乏是最常见的遗传疾病之一，引起肺气肿，而抗凝血酶缺乏导致血栓形成。
在1980年代，才清楚这些抑制剂是包括蛋白酶抑制剂（例如α1-抗胰蛋白酶）和非抑制性成员（例如卵白蛋白）的相关的蛋白超家族的一部分。其名称“丝氨酸蛋白酶抑制剂” (serpin, serine protease inhibitors)是基于超家族（丝氨酸蛋白酶抑制剂）最常见的活性而创造的。大约在同一时间，第一个丝氨酸蛋白酶抑制蛋白结构被解决了（首先在放松的构象，后来在应激构象）。结构表明抑制机制涉及异常的构象变化，并促使后续的丝氨酸蛋白酶抑制剂研究聚焦在结构上。
现在已经鉴定了超过1000种丝氨酸蛋白酶抑制剂，包括36种人类蛋白质，以及所有生物界中的分子--动物，植物，真菌，细菌和古菌以及一些病毒的。在2000年代，一个系统命名法被引入，以便根据其进化关系对丝氨酸蛋白酶抑制剂超家族成员进行分类。因此，丝氨酸蛋白酶抑制剂是蛋白酶抑制剂中最大的和最多样的超家族。

## 参阅
- 蛋白酶抑制剂